# هيو فولرتون
هيو فولرتون (بالإنجليزية: Hugh Fullerton)‏ هو كاتب حول الرياضة أمريكي، ولد في 10 سبتمبر 1873، وتوفي في 27 ديسمبر 1945 في ديوندن في الولايات المتحدة.

## وصلات خارجية
- هيو فولرتون على موقع الموسوعة البريطانية (الإنجليزية)